# Forbidden Forest
Forbidden Forest (lett. "foresta proibita" in inglese) è un videogioco pubblicato nel 1983 per Commodore 64 e Atari 8-bit dalla Cosmi, in cui si controlla un arciere attraverso una foresta infestata da mostri.
Il seguito del gioco è Beyond the Forbidden Forest del 1985. Nel 2003 è uscito Forbidden Forest per Windows, anche detto Forbidden Forest 3, un remake ufficiale in vero 3D.
Forbidden Forest, notevole ai suoi tempi per il comparto grafico e sonoro e per l'atmosfera spaventosa, si può considerare un antesignano dei survival horror, nonché uno dei primi videogiochi splatter.

## Modalità di gioco
La foresta è un ambiente a scorrimento orizzontale libero, con la presenza del ciclo giorno-notte. La grafica scorre a livelli di profondità diversi creando l'effetto tridimensionale della parallasse.
L'arciere sta sempre al centro della base dello schermo, può ruotare su undici angolazioni e cambiare verticalmente la direzione di mira, ed è armato con un numero limitato di frecce; con una prima pressione del pulsante la freccia viene incoccata e con la seconda viene scoccata, perciò anche la rapidità di tiro è limitata. Quando l'arciere è completamente ruotato a sinistra o a destra, continuando a puntare il joystick può correre in quella direzione, ma non può usare l'arco mentre corre.
Periodicamente dalla foresta spuntano ragni giganti che da varie direzioni convergono verso l'arciere, che deve infilzarli con una freccia prima di essere raggiunto oppure correre via, altrimenti verrà trucidato con abbondanti schizzi di sangue.
Ucciso il numero necessario di mostri, l'arciere esegue una danza di vittoria e si passa al livello successivo con un nuovo tipo di creature più difficili, tra cui calabroni giganti, rane giganti, scheletri, fino ad affrontare il mostro finale chiamato Demogorgone.